# Oriental Film

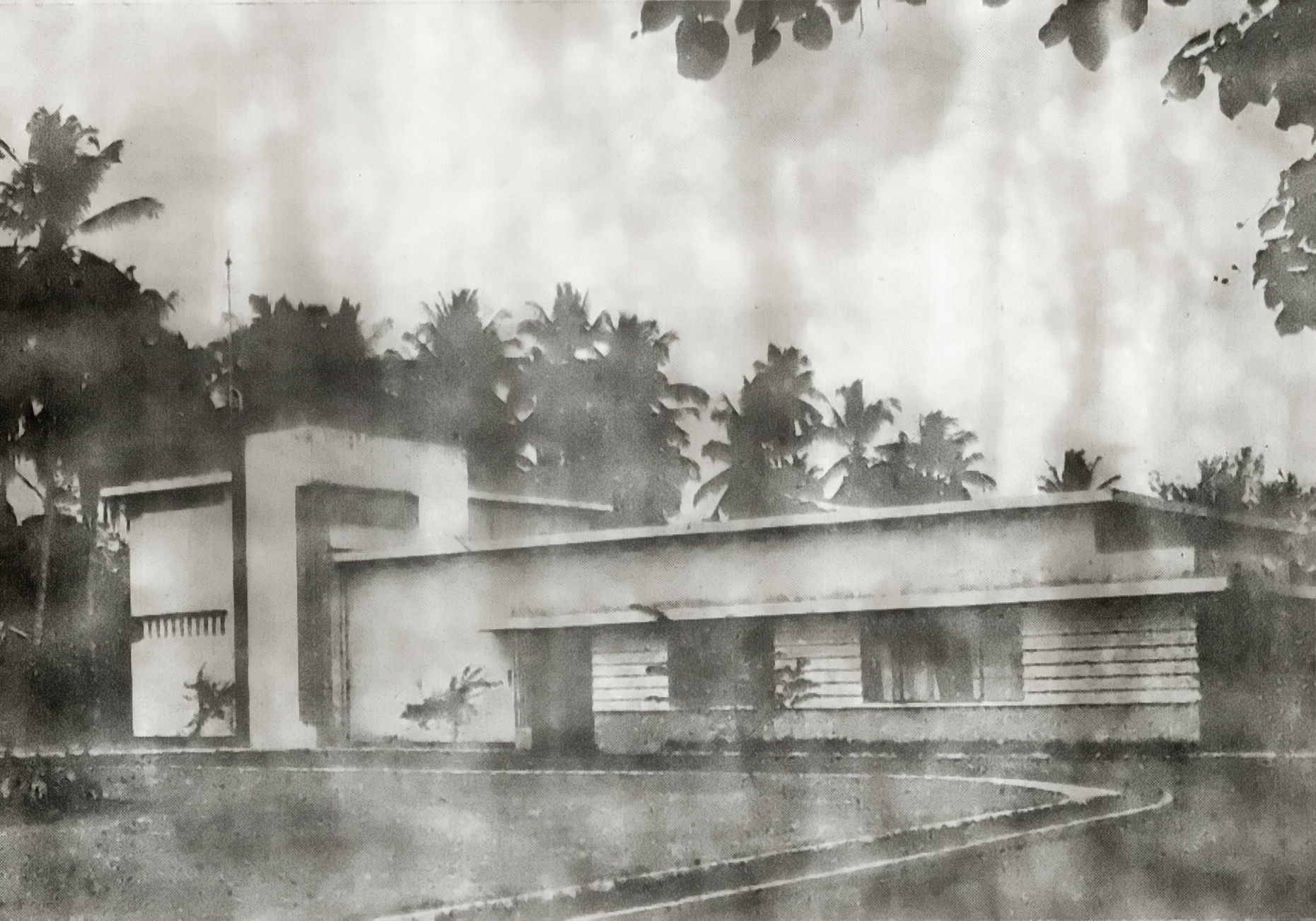
Los estudios de la Algemeen Nederlandsch Indisch Filmsyndicaat (ANIF), alquilados por Oriental Film, en 1940

Oriental Film fue un estudio cinematográfico  en Batavia, Indias Del este holandesas (ahora Yakarta, Indonesia). Establecido por el empresario chino Tjo Seng Han en 1940,  completó cuatro películas en blanco y negro antes de cerrar en 1941. Todas las películas de la compañía fueron exhibidas a mediados de la década de 1940 pero es posible que ahora estén perdidas. Fueron dirigidas por dos hombres, Njoo Cheong Seng y Sutan Usman Karim, y lanzaron las carreras de actores como Dhalia y Soerip.
- Datos: Q17544822